# Tomtebo gruva

Tomtebo gruva är en tidigare koppargruva i Säters kommun vid Dalvälven, 7 kilometer nordväst om Säter.
Gruvområdet uppvisar liknande mineralsammansättning som Falu koppargruva, med kopparhaltig sulfidmalm och skarn.

## Historia
Gruvorna är kända sedan 1500-talet och har brutits i flera perioder.[källa behövs] I ett brev från kung Gustav II Adolf daterat 1630 omnämns antingen Tomtebo gruva eller en gruva i Långhagen (på gränsen mot Gustafs). I en dombok från 1688 refereras dock med säkerhet till Tomtebo gruva: i Klingsbo kopparhytta skall Skedwi grufwemalm ha använts under en period då det ej förekom andra aktiva koppargruvor i området.
Tomtebo gruva användes och övergavs sedan under perioder. 1719 beskrivs gruvan som övergiven i ett protokoll från Bergslagen i Falun, men drift återupptogs och avbröts flera gånger till 1919. Gruvan brukades också några år under andra världskriget och den sista brytningen upphörde 1971.

## Gruvområdet idag
Kopparhalten i de vattenfyllda gruvschakten har färgat vattnet grönt. Runt gruvan finns ett flertal bevarade arbetarbostäder och stora varphögar.[källa behövs]
Gruvlaven, även kallad gruvcirkus, från 1968 var en stålrörskonstruktion och maskinhuset med bevarat bergsspel. Den revs i slutet på 1990-talet.